# Pouzolzia fadenii
Pouzolzia fadenii är en nässelväxtart som beskrevs av I. Friis och S. Jellis. Pouzolzia fadenii ingår i släktet Pouzolzia och familjen nässelväxter. Inga underarter finns listade i Catalogue of Life.